# Casa-fàbrica Parera
La casa-fàbrica Parera és una finca situada al carrer de l'Hospital, 91 del Raval de Barcelona. Com que no està catalogada, li correspon la categoria D (bé d'interès documental), atorgada per defecte a tots els edificis del districte de Ciutat Vella.

## Història
El 1763, el comerciant Joan Senyant va adquirir una casa (actual núm. 91) a la vídua i marmessors de Magí Baldrich, i el 1766 va adquirir en emfiteusi la contigua (actual núm. 89) al notari Joan Baptista Plana i Circuns, la seva esposa Maria Cabrer, el també notari Ignasi Plana i Fontana, fill de l'anterior (usufructuaris), i l'esposa d'aquest, Maria Josepa Mauran i Cabrer (propietària). Senyant era ajudant d'artilleria del castell de Tarifa, i arran d'un litigi contra ell al Tribunal de l'Auditoria de Guerra, les cases sortiren a subhasta pública i el 1785 i 1788 foren adquirides a la seva vídua Maria Ignàsia Anglada pel fabricant d'indianes Josep Alabau i Cabot.
El 1803, Alabau i el sastre Josep Pucull, propietari de la casa veïna per la part de llevant, van demanar permís per a reparar una part de les façanes de les seves cases, que amenaçaven ruïna, segons el projecte del mestre de cases Joan Valls i Balansó. El 1806, Alabau entrà en concurs de creditors, als qui va cedir els seus bens, i la finca fou posada en subhasta diverses vegades entre 1822 i 1825, essent finalment adjudicada per 14.000 lliures al comerciant Agustí Escuder, que en va fer agnició de bona fe al també comerciant Francesc Parera i Compte.
Segons la Guía de forasteros en Barcelona del 1842, hi havia la fàbrica de naips d'Agustí Sanmartí. Aquest va morir sense fills propis i fou succeït per la seva vídua Margarida Reus i Jaume Camps, fill del seu primer matrimoni amb el pintador d’indianes Simeó Camps, sota la raó social Vídua de Sanmartí i Fill (Jaume Camps). Posteriorment, es va traslladar a l'immoble veí del núm. 93, propietat de Camps i reformat el 1852 segons el projecte de l'arquitecte Francesc Vila.
El 1856, Anna Maria Pujals, vídua de Parera (†1867), va demanar permís per a reconstruir la casa del núm. 89, segons el projecte del mestre d'obres Narcís Nuet, i l'any següent s'hi establí el despatx del fabricant de buates Antoni Candaló i Casañas, que tenia la seva fàbrica al carrer d'en Robador, 47. Aquell mateix any s'anunciava el lloguer de dues «quadres» de nova construcció a l'interior d'illa, alhora que s'hi instal·lava la fàbrica de naips de Pere Macià i Serra, fins aleshores al Palau Palmerola del carrer de la Portaferrissa. Macià provenia d'una nissaga de fabricants de naips iniciada el 1742 per Joan Francesc Macià i extingida a la seva mort el 1865. Segons el seu inventari post mortem, la força motriu era un cavall, i l'any següent, la fàbrica va passar a mans de Felicià Juncosa.
El 1887, era en mans de Cristòfor Massó i Artigas, que poc després d'un incendi va demanar permís per a legalitzar-hi un motor de gas. Finalment, el 1896 va ser absorbida per Naipes Comas, tot i que a principis del segle xx hi havia un dipòsit de naips a la sastreria d'Antoni Maleras dels baixos. Aquest establiment fou succeït per la sastreria Arbiol, on el 1954, Manuel Arbiol va demanar permís per a instal·lar-hi un motor elèctric. Actualment, és una botiga de roba de la ONG Humana.
El 1916 hi havia una fàbrica de calçat a les «quadres» interiors, i el 1977, una secció del sindicat Comissions Obreres (CCOO).

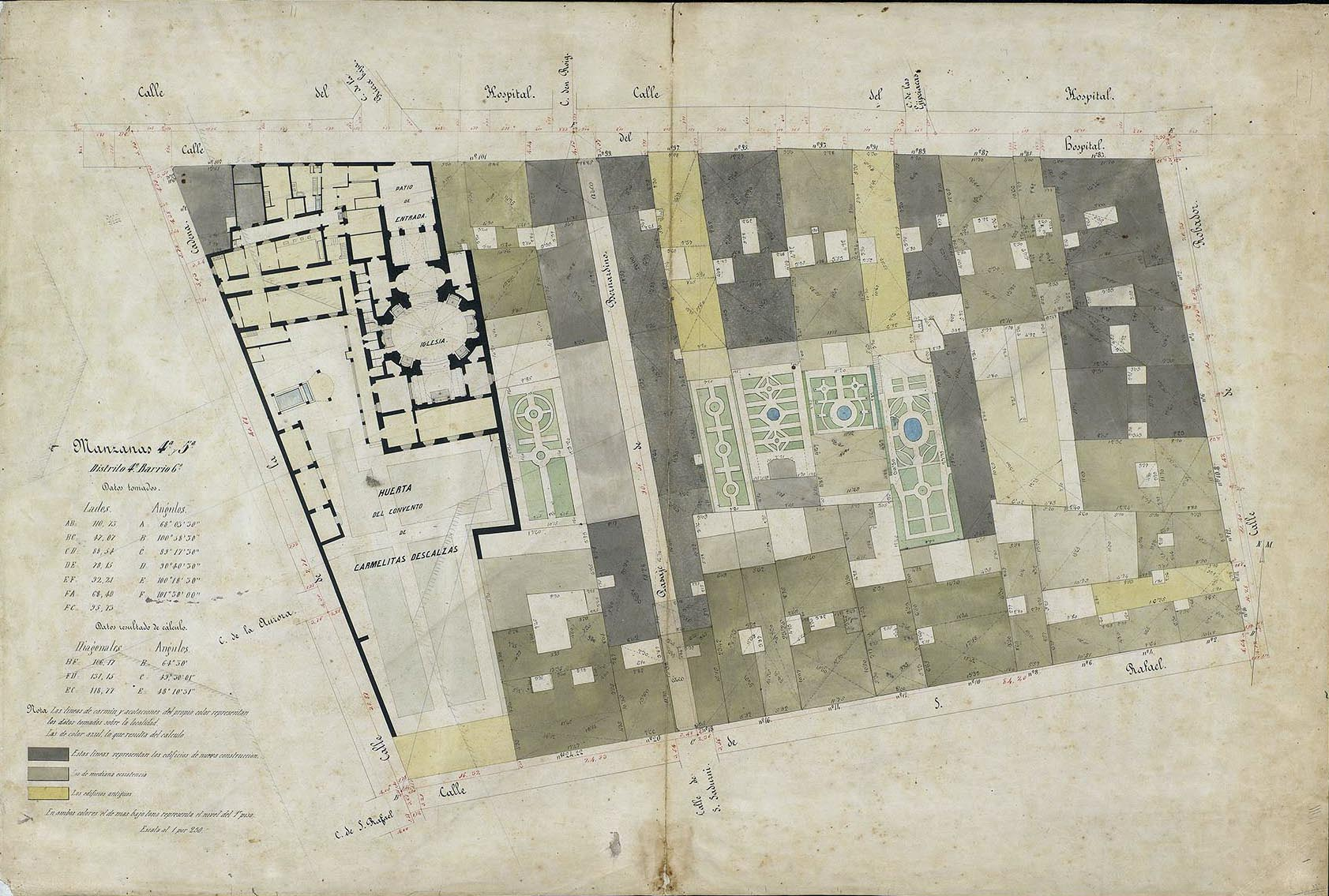
Quarteró núm. 99 de Garriga i Roca (c. 1860)